# The Strenuous Life
The Strenuous Life è un cortometraggio muto del 1914 diretto da Allen Curtis.
Il titolo cita quello di un discorso fatto da Theodore Roosevelt il 10 aprile 1899 a Chicago.

## Produzione
Il film fu prodotto dalla Universal Film Manufacturing Company (con il nome Joker).

## Distribuzione
Distribuito dalla Universal Film Manufacturing Company, il film - un cortometraggio di una bobina - uscì nelle sale statunitensi il 23 maggio 1914.